# Capnella spicata
Capnella spicata is een zachte koraalsoort uit de familie Nephtheidae. De koraalsoort komt uit het geslacht Capnella. Capnella spicata werd voor het eerst wetenschappelijk beschreven door May. 